# Мазон, Андре
Андре́ Мазо́н (фр. André Mazon, в России иногда назывался Андрей Альбинович Мазон; 7 сентября 1881, Париж — 13 июля 1967, Париж) — французский славист, профессор, член Академии надписей и изящной словесности (1941). Труды по древнерусской и русской классической литературе, русскому и чешскому языкам, славянскому фольклору; активная научно-организационная деятельность в области французской и европейской славистики.

## Биография
Учился в Сорбонне и в Пражском университете. Преподавал французский язык в Харьковском университете (1905—1908). Учёный секретарь Института живых восточных языков в Париже (1909—1914), профессор Страсбургского университета (1919—1923) и Коллеж де Франс (1924—52). Руководитель Института славяноведения в Париже (с 1937), вице-президент Международного комитета славистов (1958—1967). Один из основателей и член редколлегии парижского славистического журнала «Revue des études slaves» (1921).
Во время Первой мировой войны служил в военной разведке; в марте 1918 года прибыл в Россию с разведывательными целями, был арестован ВЧК в Петрограде в ночь с 31 августа на 1 сентября 1918 года, был освобожден 12 декабря 1918 года.

## Научная деятельность
Как лингвист Мазон известен очерком употреблений видовых форм русского глагола (1914; сильно устаревшим) и работой об изменениях в русской лексике в годы войны и революции (1920), которая является, по-видимому, первой попыткой научной фиксации языковых реалий советской эпохи. Он также автор кратких грамматик чешского (1921) и русского (1943) языков.
Как литературовед занимался описанием фольклора балканских славян и, в основном, русской классической литературой XIX в. Защитил диссертацию о творчестве Гончарова (1914), опубликовал хранившиеся в Париже рукописи Тургенева, в многочисленных работах исследовал творчество почти всех крупных писателей этого периода от Пушкина и Шевченко до Достоевского и Толстого.
Хорошо известна скептическая позиция Мазона по поводу «Слова о полку Игореве», которое он считал поздним подражанием «Задонщине» (Le Slovo d’Igor, 1940, и многие другие работы). В ряду скептиков — Мазон один из немногих профессиональных филологов-славистов. Тем не менее, его аргументы многократно рассматривались и критиковались и в настоящее время, по-видимому, не могут быть приняты (подробной критике каждого аргумента Мазона посвящена бо́льшая часть работы Якобсона 1947 г.).